# جيورجي بلازس
جيورجي بلازس (بالمجرية: Balázs György)‏ مواليد 24 يوليو 1985 في بودابست، هو لاعب كرة مضرب مجري سابق وكان يلعب باليد اليمنى، اعتزل اللعب في 2011. أعلى تصنيف له في الفردي كان المركز الـ 480 في سنة 2008. أعلى تصنيف له في الزوجي كان المركز الـ 522 في سنة 2004.

## روابط خارجية
- جيورجي بلازس على موقع رابطة محترفي التنس (الإنجليزية)
- جيورجي بلازس على موقع الاتحاد الدولي لكرة المضرب (الإنجليزية)
- جيورجي بلازس على موقع كأس ديفيز (الإنجليزية)
- جيورجي بلازس على موقع خلاصة التنس.كوم (الإنجليزية)